# Iain Sutherland (Diplomat)
Sir Iain Johnstone Macbeth Sutherland, KCMG (* 15. Juni 1925 in Edinburgh; † 1. Juli 1986 im Westminster Hospital, London) war ein britischer Diplomat und Regierungsbeamter, der unter anderem zwischen 1978 und 1982 Botschafter in Griechenland sowie zuletzt zwischen 1982 und 1985 Botschafter in der Sowjetunion war.

## Leben

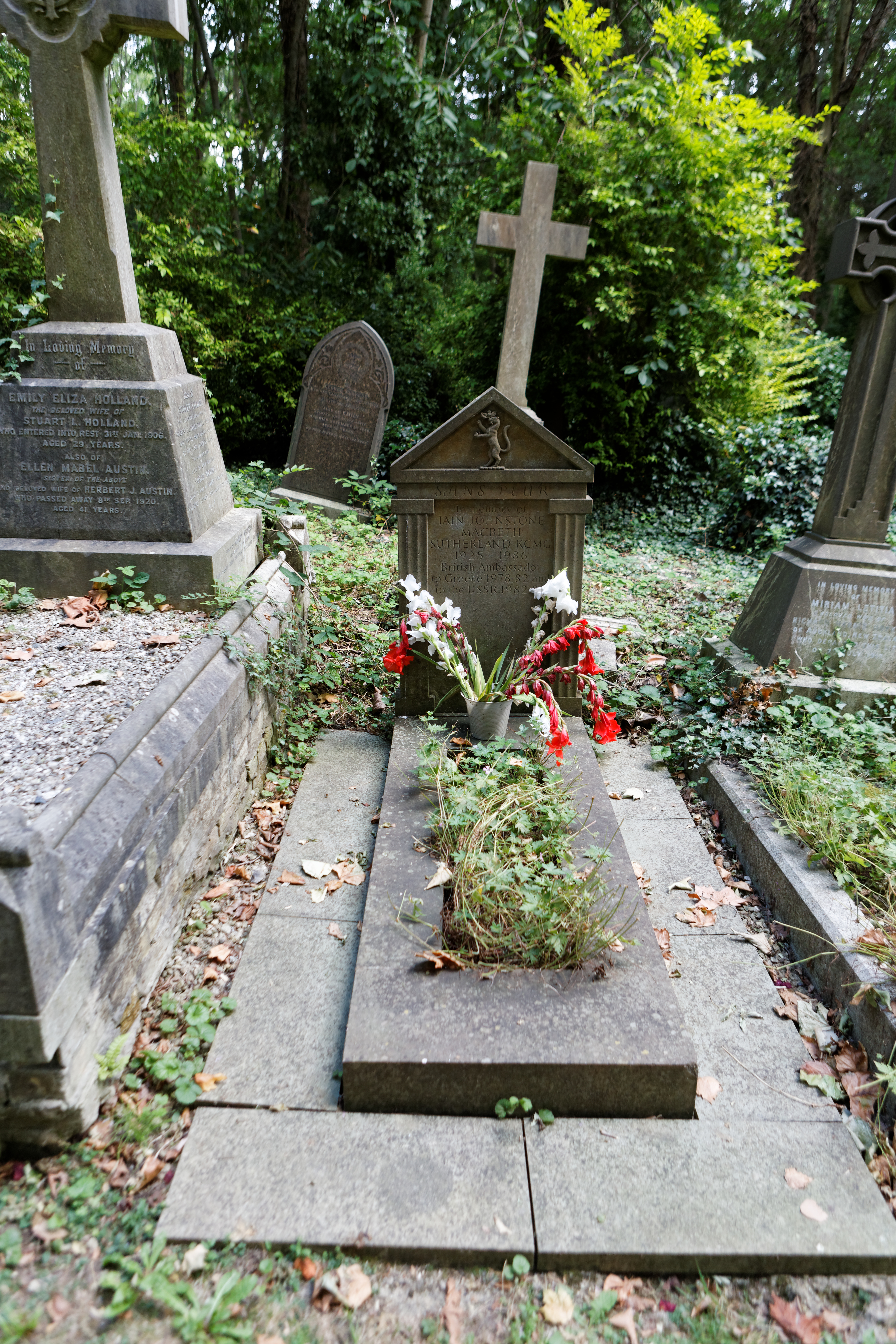
Grabstätte von Sir Iain Sutherland auf dem Highgate Cemetery im London Borough of Camden.

Iain Johnstone Macbeth Sutherland, Sohn des schottischen Malerehepaares David Macbeth Sutherland, RSA (1883–1973) und Dorothy Johnstone, ARSA (1892–1980), leistete nach dem Besuch des renommierten Fettes College von 1944 bis 1947 Militärdienst in der Royal Artillery und absolvierte ein Studium an der University of Aberdeen sowie dem Balliol College der University of Oxford. Daraufhin trat er 1950 in den diplomatischen Dienst (His Majesty’s Diplomatic Service) ein und fand in den folgenden Jahren zahlreiche Verwendungen an Auslandsvertretungen sowie im Außenministerium. Nachdem er zwischen 1967 und 1969 Botschaftsrat an der Botschaft in Indonesien war, übernahm er im zusammengelegten Ministerium für Auswärtiges und Angelegenheiten des Commonwealth of Nations FCO von 1969 bis 1973 den Posten als Leiter des Referats Südasien (Head of South Asia Department, Foreign and Commonwealth Office). Für seine Verdienste wurde er 1974 zum Companion des Order of St Michael and St George (CMG) ernannt und war daraufhin zwischen 1974 und 1976 Gesandter an der Botschaft in der Sowjetunion.
1976 kehrte Sutherland ins Ministerium für Auswärtiges und Angelegenheiten des Commonwealth zurück und war bis 1978 Leiter der Abteilung Europa (Assistant Under-Secretary for Foreign and Commonwealth Affairs (Europe)). 1978 wurde er zum Botschafter in Griechenland ernannt und übergab dort als Nachfolger von Sir Brooks Richards seine Akkreditierung. Er verblieb auf diesem Posten bis 1982 und wurde daraufhin von Sir Peregrine Rhodes abgelöst. Für seine Verdienste wurde er im Rahmen der sogenannten „New Year Honours“ am 31. Dezember 1981 als Knight Commander des Order of St Michael and St George (KCMG) geadelt, so dass er fortan das Prädikat „Sir“ führte. Zuletzt wurde er 1982 zum Botschafter in der Sowjetunion ernannt und übergab dort seine Akkreditierung als Nachfolger von Sir Curtis Keeble. Auf diesem diplomatischen Posten verblieb er bis zu seinem Eintritt in den Ruhestand 1985 und wurde im Anschluss von Sir Bryan Cartledge abgelöst.
Wenige Monate nach seinem Eintritt in den Ruhestand brach er wegen eines Herzinfarkt zusammen, als er an der Bahnhof Bond Street in London auf einen Zug wartete. Er wurde ins Westminster Hospital gebracht, starb jedoch kurz darauf und wurde auf der Ostseite des Highgate Cemetery im London Borough of Camden begraben. Seine Ehefrau Jeanne Sutherland verfasste zwei autobiografisch geprägte Bücher, die insbesondere ihre gemeinsamen Zeiten in der Sowjetunion während des Kalten Krieges darstellen.

## Hintergrundliteratur
- Jeanne Sutherland: Schooling in New Russia. Innovation and Change, 1984–95, Palgrave Macmillan, 1998, ISBN 978-0-333-73699-9
- Jeanne Sutherland: From Moscow to Cuba and Beyond. A Diplomatic Memoir of the Cold War, Radcliffe Press, 2010, ISBN 978-1-84885-474-1